# Aymen Bouguerra (volley-ball)
Pour les articles homonymes, voir Aymen Bouguerra et Bouguerra.
Aymen Bouguerra (arabe : أيمن بوقرة), né le 1er novembre 2001 à Tunis, est un joueur tunisien de volley-ball.

## Carrière
Avec l'équipe de Tunisie, il dispute le tournoi masculin de volley-ball aux Jeux olympiques d'été de 2020 à Tokyo.
En club, Aymen Bouguerra évolue à l'Espérance sportive de Tunis avant de rejoindre en 2019 le Narbonne Volley.